# Craig Gillespie
Craig Gillespie (Sídney, 1 de agosto de 1967) es un director de cine y televisión australiano, reconocido por sus películas Mr. Woodcock, Lars and the Real Girl, I, Tonya y Fright Night. En 2019 fue anunciado como director de la película Cruella en reemplazo de Alex Timbers, la cual se estrenó en 2021.

## Filmografía

### Como director
Cine
| Año  | Título                       | Director | Productor Ejecutivo |
| ---- | ---------------------------- | -------- | ------------------- |
| 2007 | Mr. Woodcock                 | Sí       | No                  |
| 2007 | Lars and the Real Girl       | Sí       | No                  |
| 2011 | Fright Night                 | Sí       | No                  |
| 2014 | Million Dollar Arm           | Sí       | No                  |
| 2016 | The Finest Hours             | Sí       | No                  |
| 2017 | I, Tonya                     | Sí       | Sí                  |
| 2021 | Cruella                      | Sí       | No                  |
| 2023 | Dumb Money                   | Sí       | Sí                  |
| 2026 | Supergirl: Woman of Tomorrow | Sí       | No                  |

Televisión
| Año     | Título                | Director | Productor Ejecutivo | Notas                                     |
| ------- | --------------------- | -------- | ------------------- | ----------------------------------------- |
| 2009–10 | United States of Tara | Sí       | Sí                  | Director: 6 episodios                     |
| 2010    | My Generation         | Sí       | No                  | Director, Episodio: "Pilot"               |
| 2013    | Trooper               | Sí       | Sí                  | Piloto fallido                            |
| 2021    | Physical              | Sí       | Sí                  | Director, Episodio: "Let's Do This Thing" |
| 2022    | Pam & Tommy           | Sí       | No                  | Director, 3 episodios                     |